# Gemeentehuis van Vlamertinge
Het gemeentehuis van Vlamertinge (Vlamertinge, Ieper) werd gebouwd in 1922 naar een ontwerp van de architecten Guillaume Veraart en Ernest Richir. Het gemeentehuis heeft een duidelijke neo-Vlaamserenaissance-inslag en is gelegen aan het Sixplein. Rechts van het gebouw paalt de woning van de veldwachter en het voormalige brandweerarsenaal aan. Op de plek stond eerder een school.
Het is het tweede gemeentehuis dat Vlamertinge gekend heeft. Het oorspronkelijke is een ontwerp van de architect G. Lernould uit het Ieperse. Het is hier waar veldmaarschalken Ferdinand Foch en John French tijdens de Eerste Wereldoorlog een vergadering hielden. Het gebouw was te vinden op de hoek van de Poperingseweg en de H. Verrieststraat, maar werd vernield door de inslag van een obus.
Het plein voor het voormalige gemeentehuis werd vernoemd naar Joris Six, een geestelijke die naar Congo trok om er bisschop te worden.